# Loet Hesselberg
Johannes Louis (Loet) Hesselberg (Madioen, Java, 22 augustus 1919 – Kamp Vught, 30 augustus 1944) was een Nederlands verzetsstrijder in de Tweede Wereldoorlog.

## Biografie
Hesselberg werd geboren in Madioen, als zoon van Johannes Hendrik Hesselberg en Alida Esther Grandjean. Zijn vader was Hoofd van de Provinciale Waterstaat van Oost-Java.
Tijdens de Tweede Wereldoorlog was Hesselberg ingeschreven aan de Technische Hogeschool Delft, waar hij totdat studeren door de bezetting onmogelijk werd, mijnbouwkunde studeerde. In 1942 slaagde hij voor zijn kandidaats mijnbouwkundig ingenieur. Hij vervulde een cruciale rol als lid van het Studenten Contact in Delft. Hij onderhield contacten met studenten die in Duitsland tewerkgesteld waren en reisde daarvoor meerdere keren naar Duitsland, waar hij zichzelf presenteerde onder de naam Von Slicher.
Ook was hij betrokken bij het vervalsingswerk dat werd uitgevoerd door het Studenten Contact. De vergaderingen van deze groep vonden geregeld plaats op Vlamingstraat 24b bij Willem de Nie, de leider van LO-Delftland en Westland. Als gevolg van verraad wist de SD De Nie's adres te achterhalen. Op 8 augustus 1944 werd De Nie gearresteerd. De volgende ochtend werd Hesselberg, aanbellend bij dit adres, gearresteerd. Beiden werden op 30 augustus 1944 door de Duitse autoriteiten nabij Kamp Vught geëxecuteerd.
Hesselberg werd in 1946 postuum onderscheiden met het Verzetskruis.
Op 3 mei 1947 werd in de faculteit Mijnbouwkunde van de TU Delft een gebrandschilderd gedenkraam met daarop de 21 namen van gevallen faculteitsmedewerkers en mijnbouwstudenten onthuld. Ook de naam van Hesselberg staat daarop vermeld.
H.J. van Aalderen
· P. van As
· M. Assies
· J.J. Barendsen
· J.A. Beekman
· H.D.J. Beernink
· L.R. Beijnen
· C.J. van den Berg-van der Vlis
· L.A. Bleys
· G. de Boer
· A.A. Bontekoe
· E.J. Bosch ridder van Rosenthal
· D.A. van den Bosch
· I.J. van den Bosch
· J.H. Bosch
· J.C.J. baron Brantsen
· A.L. Charroin
· F.G.M. Conijn
· M. Crans
· R.J. Dam
· F. Datema
· K.H. Derkzen van Angeren
· H. Dienske
· J.L.G. Doornik
· V. Dreyfus
· N. Dupont
· F. Duwaer
· S. Esmeijer
· G.H. Gelder
· J. Gelderman
· W.J. Gertenbach
· E.A. Giran
· O. Giran
· C.H. de Groot
· P.G.S. Guermonprez
· A. Hahn
· W. van Hall
· J.C.H.F. van Hanxleden Houwert
· Th.W.L. baron van Heemstra
· J.J. Hendrikx
· J.L. Hesselberg
· W.J. Heukels
· I. van der Horst
· J. ter Horst
· H.P. Hos
· J.F.H.M. baron van Hövell van Wezeveld en Westerflier
· B. IJzerdraat
· L. Jansen
· A. Kalter
· G.W. Kastein
· A. Keuter
· T.J. Kroeze
· D.M.R.H. Kroon
· H.Th. Kuipers-Rietberg
· A. Meerwaldt
· J.A.A. Mekel
· J.D. van Melle
· D.C.B. Mesritz
· M.-L.C. Meunier
· J.J. Mohr
· J.L. Moonen
· A.C. Nagtegaal
· F. Nieuwenhuijsen
· B. Oosthoek
· J. Oranje
· T. Pannekoek
· J. Post
· A.J. Rozeman
· V.H. Rutgers
· F.R. Ruys
· W. Santema
· J.J. Schaft
· Jhr. J. Schimmelpenninck
· R.L.A. Schoemaker
· G. Schoonman
· W.P. Speelman
· M. van der Stoep
· B.M. Telders
· A.O.H. Tellegen
· O.R. Thomsen
· G. Tieman
· T.W. de Tourton Bruijns
· L.M. Valstar
· G.J. van der Veen
· D. Verloop
· M.A.E. Verspyck
· P.M.R. Versteegh
· C. Vlot
· G. Weidner
· J.H. Westerveld
· H.B. Wiardi Beckman
· J.W. Wildschut
· J.R.E. Wüthrich
· L. Zwanenburg
· Onbekende Joodse soldaat